# Hans Gude

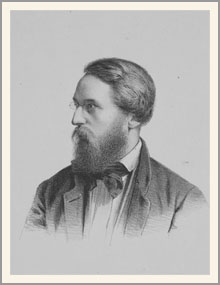
Hans Gude

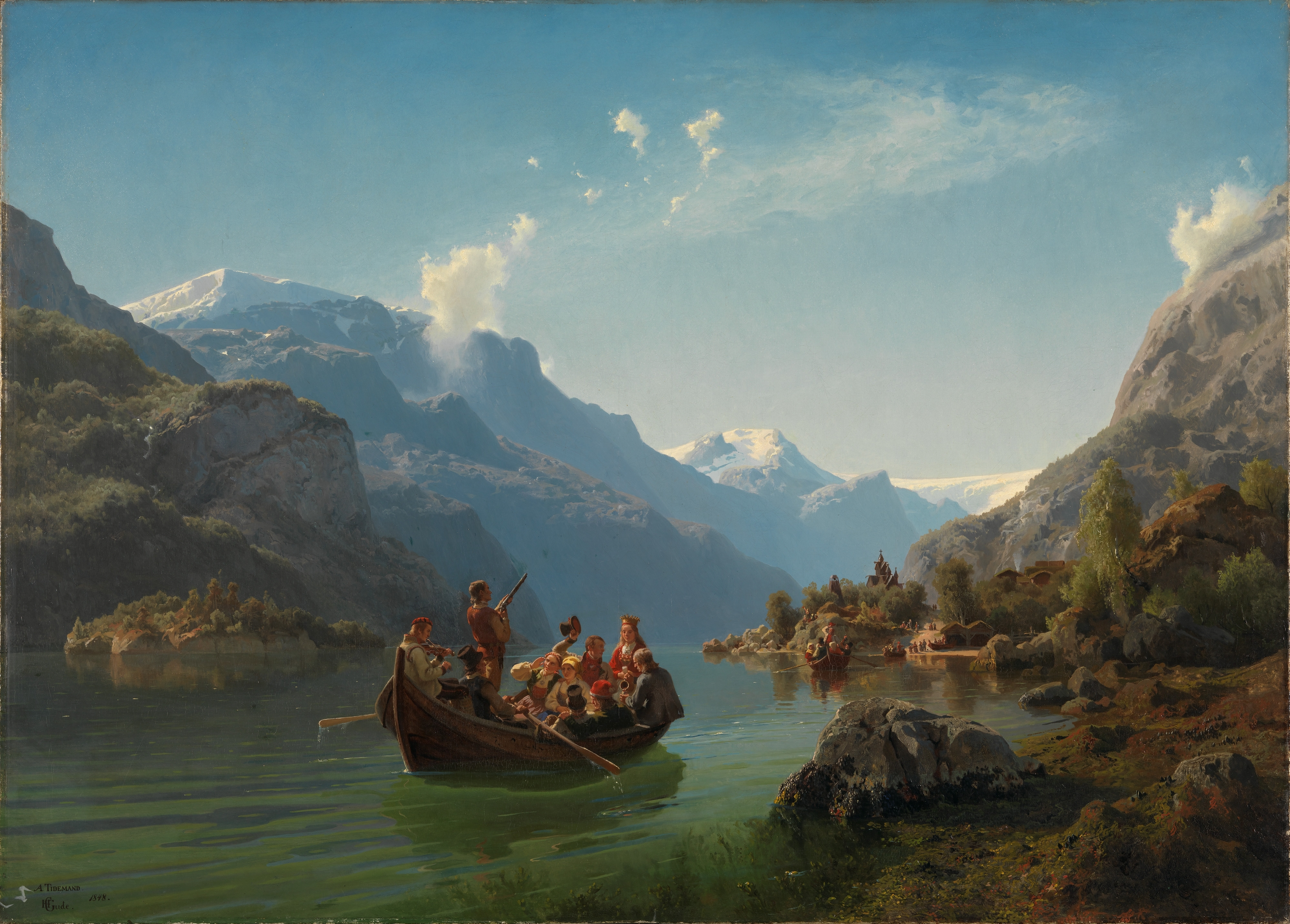
Processó nupcial a Hardanger (1848). Nasjonalgalleriet (Oslo)

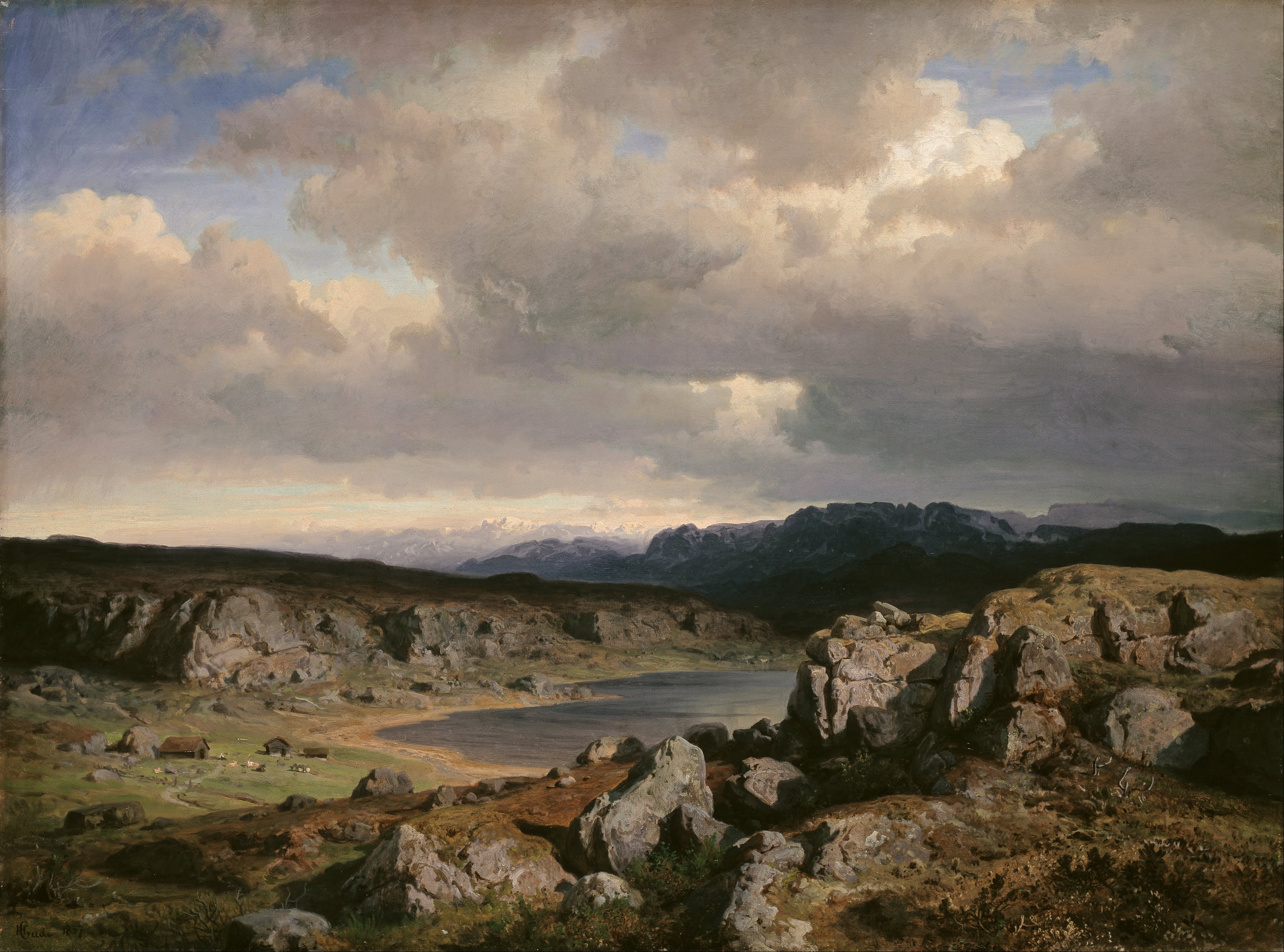
Muntanyes altes (1857)

Hans Fredrik Gude (Oslo, 13 de març de 1825 - Berlín, 17 d'agost de 1903) fou un pintor noruec, un dels màxims representants del nacionalisme romàntic d'aquest estat. Entre les seues obres mestres hi ha paisatges com Muntanyes altes (Høifjæld) i La processó nupcial a Hardanger (Brudeferden i Hardanger), aquesta darrera en conjunt amb Adolph Tidemand.

## Biografia
Fou un xiquet prodigi, que començà la seua educació artística al 1837 com a deixeble del pintor danès Johannes Flintoe, per després ingressar a l'Escola Estatal d'Arts i Artesanies, a Cristiania (Oslo). Als setze anys marxa a Düsseldorf, Alemanya; ací prengué classes privades abans d'entrar en l'acadèmia d'art, on seria alumne d'Andreas Achenbach. La seua carrera professional es realitzà sobretot a Alemanya, on treballà com a mestre d'art a Düsseldorf, Karlsruhe, i en els darrers vint anys de la seua vida a Berlín.
Gude rebé en vida algunes condecoracions estrangeres i reconeixements honorífics. El 1893 el nomenaren cavaller amb la gran creu de l'Orde de Sant Olaf. Fou la primera persona a ser sepultada al bosc dels il·lustres al cementeri del Salvador de Cristiania, quan aquest s'inaugurà, al 1903.

## Obra
Les seues pintures paisatgístiques il·lustren la grandesa dels paisatges noruecs, molt sovint idíl·lics, on destaquen les muntanyes. En una etapa posterior, els motius de les obres se centren en la costa. L'ús de la llum i l'ombra, els núvols i l'alba, és típic de moltes pintures seues. La natura i els seus elements es representen en tota la força, mentre que la presència humana a penes perceptible, hi és totalment marginal.
Potser la seua pintura més coneguda és La processó nupcial a Hardanger, que creà en col·laboració amb Adolph Tidemand. Gude hi pintà el paisatge i Tidemand les persones. El quadre era una comanda del Teatre de Cristiania al 1849, on un cor interpretava una peça de Halfdan Kjerulf i Andreas Munch sobre el mateix tema. En aquest temps tant Gude com Tidemand eren a Noruega a causa dels avalots revolucionaris d'Europa Central.
Cal valorar-lo com a preceptor i inspirador de tota una generació de pintors. El suport acadèmic i econòmic que donà a alguns artistes després cèlebres contribuí a crear els ciments del que seria una època daurada en la pintura noruega.